# Pleurochloridellales
Pleurochloridellales é uma ordem de algas unicelulares heterocontes de água doce pertencentes à classe Phaeothamniophyceae. Na sua presente circunscrição taxonómica, a classe é um táxon monotípico que integra apenas a família Pleurochloridellaceae com o género Pleurochloridella e duas espécies.

## Taxonomia e sistemática
Na sua presente circunscrição taxonómica, o género Pleurochloridella inclui:
- Pleurochloridella botryidopsis Pascher, 1939
- Pleurochloridella vacuolata Pascher, 1938[6]